# Predsedstvo Bosne in Hercegovine
Predsedstvo Bosne in Hercegovine je tričlansko telo, ki kolektivno deluje kot vodja države Bosne in Hercegovine.
Po V. členu Ustave Bosne in Hercegovine je predsedstvo sestavljeno iz treh članov: Bošnjaka, Srba in Hrvata. Bošnjaškega in hrvaškega člana volijo prebivalci Federacije Bosne in Hercegovine, medtem ko srbskega člana volijo v Republiki Srbski. 
Trije člani, izvoljeni na obojih volitvah, odslužijo skupen štiriletni mandat. Tako kot predsednik Slovenije je lahko član predsedstva izvoljen za največ dva mandata zaporedoma, medtem ko splošna omejitev števila mandatov ne obstaja. 
Na funkciji predsednika predsedstva se člani predsedstva menjajo na osem mesecev, pri čemer je prvi na vrsti kandidat, ki je na volitvah prejel največji odstotek glasov.

## Trenutni člani
| Član predsedstva  | Slika | Konstitutivni narod | Stranka | Stranka | Predsednik predsedstva                                   |
| ----------------- | ----- | ------------------- | ------- | ------- | -------------------------------------------------------- |
| Denis Bećirović   |       | Bošnjaki            |         | SDP BiH | 16. marec 2024–16. november 2024                         |
| Željka Cvijanović |       | Srbi                |         | SNSD    | 16. november 2022–16. julij 2023 16. november 2024–danes |
| Željko Komšić     |       | Hrvati              |         | DF      | 16. julij 2023–16. marec 2024                            |

## Pristojnosti
Naloge predsedstva so:
- vodenje zunanje politike Bosne in Hercegovine,
- imenovanje veleposlanikov ter drugih mednarodnih predstavnikov Bosne in Hercegovine,
- predstavljanje Bosne in Hercegovine v mednarodnih in evropskih organizacijah in institucijah ter prizadevanje za članstvo v mednarodnih organizacijah in institucijah, v katerih Bosna in Hercegovina ni članica,
- pogajanje o mednarodnih dogovorih, njihovo zavračanje in ob soglasju Parlamentarne skupščine ratificiranje,
- izvrševanje odlokov Parlamentarne skupščine,
- predlaganje letnega proračuna Parlamentarni skupščini ob priporočilih Sveta ministrov,
- poročanje Parlamentarni skupščini o izdatkih predsedstva na njeno zahtevo oziroma najmanj enkrat letno,
- koordinacija, po potrebi, z mednarodnimi in nevladnimi organizacijami v Bosni in Hercegovini,
- izvajanje drugih funkcij, ki bi lahko bile potrebne za opravljanje dolžnosti, ki jih dodeli Parlamentarna skupščina ali o katerih se strinjata entiteti.[2]

## Seznam članov predsedstva
| Mandat                           | Volitve | Člani                                  | Člani                               | Stranka           | Konstitutivni narod |
| -------------------------------- | ------- | -------------------------------------- | ----------------------------------- | ----------------- | ------------------- |
| 1. (13. 10. 1996–12. 10. 1998)   | 1996    |                                        | Alija Izetbegović                   | SDA               | Bošnjak             |
| 1. (13. 10. 1996–12. 10. 1998)   | 1996    |                                        | Momčilo Krajišnik                   | SDS               | Srb                 |
| 1. (13. 10. 1996–12. 10. 1998)   | 1996    |                                        | Krešimir Zubak                      | HDZ BiH           | Hrvat               |
| 2. (13. 10. 1998–28. 10. 2002)   | 1998    |                                        | Alija Izetbegović (do oktobra 2000) | SDA               | Bošnjak             |
| 2. (13. 10. 1998–28. 10. 2002)   | 1998    | Halid Genjac (oktober 2000–marec 2001) |                                     | SDA               | Bošnjak             |
| 2. (13. 10. 1998–28. 10. 2002)   | 1998    |                                        | Beriz Belkić (od marca 2001)        | SBiH              | Bošnjak             |
| 2. (13. 10. 1998–28. 10. 2002)   | 1998    |                                        | Živko Radišić                       | SP                | Srb                 |
| 2. (13. 10. 1998–28. 10. 2002)   | 1998    |                                        | Ante Jelavić (do marca 2001)        | HDZ BiH           | Hrvat               |
| 2. (13. 10. 1998–28. 10. 2002)   | 1998    |                                        | Jozo Križanović (od marca 2001)     | SDP BiH           | Hrvat               |
| 3. (28. 10. 2002–6. 11. 2006)    | 2002    |                                        | Sulejman Tihić                      | SDA               | Bošnjak             |
| 3. (28. 10. 2002–6. 11. 2006)    | 2002    |                                        | Mirko Šarović do aprila 2003)       | SDS               | Srb                 |
| 3. (28. 10. 2002–6. 11. 2006)    | 2002    | Borislav Paravac (od aprila 2003)      |                                     | SDS               | Srb                 |
| 3. (28. 10. 2002–6. 11. 2006)    | 2002    |                                        | Dragan Čović (do marca 2005)        | HDZ BiH           | Hrvat               |
| 3. (28. 10. 2002–6. 11. 2006)    | 2002    | Ivo Miro Jović (od marca 2005)         |                                     | HDZ BiH           | Hrvat               |
| 4. (6. 11. 2006 – 17. 11. 2010)  | 2006    |                                        | Haris Silajdžić                     | SBiH              | Bošnjak             |
| 4. (6. 11. 2006 – 17. 11. 2010)  | 2006    |                                        | Nebojša Radmanović                  | SNSD              | Srb                 |
| 4. (6. 11. 2006 – 17. 11. 2010)  | 2006    |                                        | Željko Komšić                       | SDP BiH           | Hrvat               |
| 5. (17. 11. 2010 – 17. 11. 2014) | 2010    |                                        | Bakir Izetbegović                   | SDA               | Bošnjak             |
| 5. (17. 11. 2010 – 17. 11. 2014) | 2010    |                                        | Nebojša Radmanović                  | SNSD              | Srb                 |
| 5. (17. 11. 2010 – 17. 11. 2014) | 2010    |                                        | Željko Komšić                       | SDP BiH (do 2012) | Hrvat               |
| 5. (17. 11. 2010 – 17. 11. 2014) | 2010    | DF (od 2013)                           | Željko Komšić                       |                   | Hrvat               |
| 6. (17. 11. 2014 – 20. 11. 2018) | 2014    |                                        | Bakir Izetbegović                   | SDA               | Bošnjak             |
| 6. (17. 11. 2014 – 20. 11. 2018) | 2014    |                                        | Mladen Ivanić                       | PDP               | Srb                 |
| 6. (17. 11. 2014 – 20. 11. 2018) | 2014    |                                        | Dragan Čović                        | HDZ BiH           | Hrvat               |
| 7. (20. 11. 2018–16. 11. 2022)   | 2018    |                                        | Šefik Džaferović                    | SDA               | Bošnjak             |
| 7. (20. 11. 2018–16. 11. 2022)   | 2018    |                                        | Milorad Dodik                       | SNSD              | Srb                 |
| 7. (20. 11. 2018–16. 11. 2022)   | 2018    |                                        | Željko Komšić                       | DF                | Hrvat               |
| 8. (16. 11. 2022–danes)          | 2022    |                                        | Denis Bećirović                     | SDP BiH           | Bošnjak             |
| 8. (16. 11. 2022–danes)          | 2022    |                                        | Željka Cvijanović                   | SNSD              | Srb                 |
| 8. (16. 11. 2022–danes)          | 2022    |                                        | Željko Komšić                       | DF                | Hrvat               |